# 김중만
김중만(金重晩, 1954년 10월 30일~2022년 12월 31일)은 대한민국의 사진작가이자 영화 포스터 광고사진감독이다.
1975년부터 사진가로 이름을 알리기 시작했다. 2020년 현재 청담동 스튜디오 '벨벳언더그라운드' 대표이자 NEOLOOK 편집인이다. 보그, 엘르 프랑스 잡지사에서 프리랜서로도 활동하였다.

## 생애

### 어린 시절
강원특별자치도 철원에서 출생하여 지난날 한때 경상남도 김해에서 잠시 유아기를 보낸 적이 있고 그의 아버지는 소아과 의사 및 예비역 대한민국 육군 중위였다. 1971년 중학교 3학년 때 정부파견의사인 아버지를 따라아프리카 부르키나파소로 떠나 아프리카의 삶이 시작되었다. 70년대 기술지원으로 파견된 의사들의 자녀들 대부분은 마땅한 고등교육기관이 없어 프랑스나 미국으로 유학가는 경우가 많았다. 그도 1972년 프랑스로 떠난다

### 대학 생활
니스 국립응용미술대학에 들어가 서양화를 전공했다. 니스 국립응용미술대학에서 서양화를 전공하던 중 사진작가로 인생을 수정했다. 1977년 프랑스 '아를 국제 사진 페스티벌'에서 젊은 작가상을 수상했고, 만 23세에 프랑스 '오늘의 사진작가 80인'에 최연소 작가로 선정됐다.

### 사진작가
1977년 서울에서 첫 전시회를 개최했다. 김중만은 전시회를 마치고 다시 파리로 돌아가야겠다고 생각했다. 1979년 대한민국으로 귀국해 1984년 영화 《고래사냥》으로 영화 포스터 광고사진감독으로도 데뷔하는 등 사진 활동을 하다가 1985년, 1986년 두 차례 국외로 추방됐다. 1988년 한국으로 국적을 다시 바꾸고 사진작가 최초로 아프리카 사진집을 출판하여 인기작가로 발돋움했다. 2000년부터 상업 사진을 찍기 시작했다. 1990년 김현식 6집 앨범의 사진을 찍기도 했다. 영화 《괴물》, 《타짜》, 《달콤한 인생》 등의 영화 포스터와 전도연, 비, 원빈, 정우성, 배용준, 이병헌, 고소영, 강수연, 김정은, 손예진 등 1000여 명에 이르는 스타와 함께 패션, 광고 등 다양한 분야의 사진을 찍었다. 2006년 사진으로는 돈을 벌지 않겠다며 상업활동 중단을 선언했다. 이후 기아와 질병으로 고생하는 아프리카 아이들을 후원하면서 세계 오지와 극지를 오가며 예술 사진에 전념하고 있다가 2022년 12월 31일 사망했다.

## 학력
- 프랑스 니스 국립응용미술대학교 서양화과 중퇴
- 프랑스 니스 국립장식미술학교 서양화과 졸업

## 이외 경력
- 1995년 한국종합예술학교 영상원 사진학 강의

## 저서와 사진집

### 단독 저서
- 《넋두리 김현식》 1991년 2월 1일 ISBN 2005436000059
- 《인스턴트 커피》 1996년 10월 1일 ISBN 9788970590509
- 《오키드》 2007년 4월 27일 ISBN 9788934924456
- 《동물왕국》 1999년 12월 31일 ISBN 9788934904663
- 《아프리카 여정》 2005년 3월 18일 ISBN 9788934917700
- 《AFTER RAIN》 2003년 5월 15일 ISBN 9788973817313
- 《AFTER RAIN 2》 2003년 5월 15일 ISBN 9788973817320
- 《김중만 사진집 It's Alive for Every Child》 2005년 1월 15일 ISBN 9788995134771
- 《INFINITY YOO SEUNG JUN》 2010년 9월 30일 ISBN 9788934908005
- 《Sexually Innocent 섹슈얼리 이노선트》2006년 7월 25일 ISBN 9788990641151
- 《WILD : 신화 누드집》

### 공저, 사진참여
- 《대한민국 헌법을 읽자》 2002년 11월 30일 ISBN 9788956450070
- 《네이키드 소울》 2005년 8월 30일 ISBN 9788934919209
- 《아프리카 아프리카》 2005년 10월 30일 ISBN 9788984985025
- 《대한민국 헌법 The Constitution of Korea》(사진참여) 2007년 1월 10일 ISBN 9788995852705
- 《이야기가 있는 종이박물관》 2007년 11월 13일 ISBN 9788934927037
- 《김점선 그리다 : 김중만이 꾸민 김점선의 모든 것》 2011년 6월 25일 ISBN 9788943103859

## 사진전
- 1975년 니스 '쟝 피에르 소아르니' 데뷔 개인전
- 2005년 SIPA 2005 참여

## 수상 내역

### 사진 관련
- 1977년	프랑스 ARLES 국제사진페스티벌 '젊은 작가상' 수상
- 1976년	프랑스 오늘의 사진 80인중 최연소 작가로 선정
- 2000년 패션사진가상
- 2002년	모델라인 2002 베스트 드레서 백조상
- 2010년	제5회 마크 오브 리스펙트상

### 기타
- 2009년 인천공항 명예홍보대사
- 2009년 11월 인천국제공항 명예 홍보대사
- 2009년 9월 플랜코리아 홍보대사
- 2000년 KOREA.COM 33인의 문화인에 선정
- 2010년 11월 한국국제협력단 홍보대사
- 2010년 10월 G20 정상회의 성공기원 스타 서포터즈
- 2010년 국제개발협력의 날 홍보대사
- 2011년 5월 문화예술 명예교사
- 2011년 1월 한국 문화원 연합회 홍보대사

## 철학
김중만은 자연 사진에서 얼마만큼 가까이 가느냐를 가장 중요한 점이라 생각하고 있으며 사자를 4.5미터까지 다가가 찍은 적도 있다. 오랜 세월 속에 야생동물을 찍는 법도 터득하게 됐다. 야생동물 사진은 가까이 다가갈수록 다른 사진이 나오기 때문에 첫날 찍으면서부터 짜릿함을 느껴 빠져들었다. 김중만은 100만장을 찍고 싶다고 말했다. 그리고 1000장 가량은 가족에게 주고 나머지는 국가에 기증하고 싶다고 말했다. 이어 도서관에 모두 전시해 모든 사람들이 마음대로 보고 쓸 수 있도록 하고 싶다고 말했다. 김중만은 또한 한 시대를 기록한 작가가 되는게 꿈이라고 말했다. 37년간 사진 생활을 하며 50만장 이상의 사진을 찍었다.

## 일화
- 프랑스에는 아는 사람 없이 아버지의 동료가 다녔던 학교에 홀로 가게 됐다. 그러나 유학을 보낸 후 아버지도 수입이 없어 학비를 보내주지 못했다.[8] 주에서 가장 큰 1500명이 다니는 고등학교로 진학한 김중만은 유일한 외국인이라 차별을 받을 걸로 예상했으나 시골의 학교 친구들은 외국인인 김중만을 신기해하며 오히려 관심을 보였다. 1500명중 천명가량은 와인집 아이들이었다. 프랑스는 미성년자도 와인을 구입하거나 마실 수 있으며 다들 와인을 물처럼 마셨다. 학교에서는 여자친구들이 많이 생겼다. 프랑스어를 가르쳐주겠다고 접근한 것이었다. 그때문에 1년만에 프랑스어를 모두 습득했다.[9] 김중만을 질투하는 남학생들도 거의 없었고 오히려 더 많이 접근해 친구가 많았다. 시골학교에서 동양인이 왔다는 게 신기해한 아이들이 많았기 때문이었다.[10] 방학과 주말에는 식당에서 그릇닦기 아르바이트를 하면서 기숙사 비용과 학비를 전부 부담했다. 점심 식사를 마치고 식당에 가면 식기가 4미터 정도 쌓여있고 그것을 다 닦으면 저녁식사 그릇이 들어오는 등 일감이 많았다.[8]
- 부르키나파소에 가게 된 김중만은 정글이 우거지고 야생동물이 많은 낭만적인 세계를 상상하고 좋아했다. 하지만 나무 한그루 없이 사막밖에 없어 실망했다. 아버지가 그런 곳에 파견을 가게 된 것에 대해 김중만은 "아버지가 자유주의자였던 것 같다"라고 회고했다. 아버지는 1999년 사망했다. 시신은 아버지의 뜻대로 아프리카와 고향에 나눠 묻었다.
- 미대 재학 중 사진을 취미로 하는 법대에 다니는 친구가 기숙사의 암실에서 인화를 하는 것을 도와달라고 했다. 김중만은 5분만에 인화지에 그림이 입혀지는 모습을 보고 충격을 받았다.[7] 암실에서 나오고 곧바로 친구 유학생 집으로 갔다. 그 뒤로 카메라를 빌려 잠잘때와 샤워할때를 제외하고 카메라를 손에서 놓은 적이 없었다. 사진기를 들고 처음 찍은것은 여자친구의 사진이었다.[11] 길에서 누드를 찍기도 했다. 처음에 김중만을 변태로 생각하던 친구들도 김중만의 뛰어난 사진을 보고서는 그러한 오해를 풀었다. 그래서 학교 여학생들의 모든 누드사진을 찍었다.
- 대학 시절 교수들은 "그림이 더 힘이 있다"라는 이유로 김중만의 사진을 말렸다. 사진예술은 1990년대에 들어서야 예술로 인정된 분야로써 1970년대엔 프랑스에서도 관심이 없었다. 그러나 20년이 지난 1990년대에 교수를 찾아갔을때는 교수들이 "네가 그때 사진 하길 잘했다. 지금 동료들중에 밥먹고 사는 사람이 너 하나밖에 없다"며 농담조로 격려하기도 했다.[12]
- 1977년 서울에서 첫 전시회를 열게 된 계기는 칸 미술제 참석을 위해 프랑스에 간 대한민국 대표 화가들이 김중만의 집에 기거하다가 그의 사진을 보고 "한국에 이런 사진이 없다"며 전시회를 해달라고 요청했기 때문이었다. 그 요청을 받아들여 전시회를 위해 서울에 들어갔다.
- 1985년 추방당한 이유는 외모 때문이었다. 취직을 위해 프랑스 국적을 취득했는데 당시 외국 국적자가 사전 신고 없이 전시회를 하면 추방을 당한다는 규정이 있었다. 김중만은 사진을 팔지도 않았고 찍는것에만 관심이 있었다. 모든 작가들이 추방되지는 않았지만 김중만은 당시 장발의 머리에 한국인 최초로 남자가 귀고리를 한 자신의 모습이 파격적이라 물의를 일으켰다는 이유로 추방된 것 같다고 말했다.[13] 추방이 확정되면 밤에 공무원들이 찾아와 짐을 싸서 지금 출국해야 한다고 말하며 바로 공항으로 데려가 추방시킨다. 목적지에 상관 없이 첫 비행기 아무곳에나 넣어 출국시켰다. 그렇게 아는 사람이 한명도 없는 일본으로 간 김중만은 도쿄 하네다 공항에서 근처 하네다 호텔까지 걸어서 이동해 "돈이 없으니 내일 친구가 오면 내줄테니 재워달라"라고 하여 하룻밤을 묵었다. 그러던중 창문 밖으로 수영장이 보였는데 바닥이 갈라진 틈 사이로 잡초가 나 있는 것을 보며 "나와 같구나"라는 생각이 들었다. 이것이 다른 스타일의 사진을 찍게 되는 전환점이 되었다.[14] 이전까지는 밝고 즐거운 사진을 찍었으나 이후로는 우울한 느낌에 그냥 스쳐지나갔던 것들에 관심을 갖기 시작했다.[15]
- 1986년 두 번째 추방을 당한 것은 1차 추방을 당한 지 6개월 뒤였다. 신상옥 감독의 아이들을 김중만이 데리고 살았는데 어느날 안기부에서 공무원들이 새벽에 들어와 "북한에서 최은희, 신상옥 부부가 탈출했다"라고 말했다. 김중만은 막내딸이 아버지를 본적이 없으므로 잘됐다고 생각했다. 집에는 배우 오수미와 아이들 둘이 있었다. 신상옥 감독의 아이들은 김중만을 아버지라 부르며 따랐다. 안기부 직원들은 이유도 알려주지 않으며 추방했고 역시 첫 번째 비행기인 미국 LA로 갔다.[16] 김중만은 지금도 추방된 이유를 알지 못한다고 말했다. 두 번째 추방에 김중만은 정신적 고통을 받았다. 아는 사람도 없고 멍하니 공항에 있었다. 그러던중 공항에 리무진이 서더니 흑인이 "왜 여기 앉아있느냐"라고 묻는데 프랑스어 발음의 영어라 김중만은 반가워 프랑스어로 "돈이 없어서 여기에 앉아있다"라고 대답했다. 그러자 흑인이 놀라며 "내가 프랑스계인것을 어떻게 알았느냐"라며 LA에서 제일 싼 호텔로 데려다주었고 그곳에서 8개월을 머물렀다.[6] 하루 6달러의 저렴한 가격을 지불하기 위해 김중만은 1주일에 한 번씩 사진 현상소에 가서 아르바이트를 했다. 1장 인화할 때마다 1달러를 벌 수 있었는데 하루에 100장 가량씩 했다. 너무 힘들어 카메라를 들고 밖에 나가 사진을 찍었다. 1986년 당시만 해도 관광객들은 길에 다니면 다 털릴 정도로 치안이 좋지 않았으나 다행히 김중만은 외모 때문에 8개월 동안 한번도 공격을 받은 적이 없다. 미국에서 생활하던 중 어느날 차 한대가 언덕에서 올라왔다. 그 차는 헤드라이트가 하나 고장난 외등차였다. 사진을 찍었다. 외눈박이 자동차가 어둠을 헤쳐가는 모습을 보고 죽으면 안되겠다고 생각했다.[17] 김중만은 두 번의 추방을 당했지만 한국이 자랑스럽다고 말한다. 어렸을적 프랑스에서도 혼자 다니며 한국이 자랑스러웠다고 말했다. 추방된 것도 자신이 잘못한 것이 있었기 때문에 그렇게 된거라고 생각한다. 추방에 대해서는 "좋은 사진을 찍으라고 그런 경험을 시켜준 것이라고 생각한다"고 말했다.[17]
- 김중만은 2000년 이전까지 사진을 상업적으로 생각해본 적이 없다. 2000년이 지나서 생각해보니 마흔이 넘은 자신이 아직도 집이 없다는 것을 깨달았다. 부양하고 있는 가족들에게 미안해져 명함을 만들고 스튜디오를 설립했다.[18] 김중만은 열심히 일했고 20팀 이상이 김중만의 사진 촬영을 기다리기도 했다. 이때 전도연, 비, 원빈, 정우성, 배용준, 이병헌, 고소영, 강수연, 김정은, 손예진 등등 1000여 명에 이르는 스타와 패션사진, 광고, 영화 포스터 등 다양한 분야의 사진을 찍었다.[19] 이 외에도 풍광·동물·꽃 등의 사진도 찍고있다.
- 김중만은 대한민국 최고의 여배우는 전도연이라 생각한다. 다른 배우들도 나름대로 카리스마가 있는데 전도연은 사진 찍기 전에도 '정말 배우구나'라는 생각을 하게 만드는 모습을 봤다.[18]
- 2006년 상업사진을 포기한다고 선언한 이유는 50대가 훨씬 넘어선 나이임을 생각해 뭔가 다른 사진가의 길을 걸어야겠다고 생각했기 때문이었다. 지금도 수입이 전혀 없는 것은 아니다. 어느날 한국관광공사에서 전화가 오더니 대한민국 엽서를 만들어달라는 부탁을 받았다. 그러면서 전국을 다니며 사진을 찍으며 한국의 아름다운 곳이 많다는 것을 깨달으며 너무 밖으로만 나가려 했구나 하며 반성하게 됐다. 그래서 문화재청 등에서도 연락이 와서 일을 하며 수입을 얻고있다.[20]
- 김중만의 사진은 대한민국 사진작가 최초로 소더비 경매에 등재되어 최소 2만달러 이상의 가격에 팔리고 있다.[21] * 조선희를 가르친 것으로도 유명하다.